# 刘殷 (胶东王)
刘殷（?—?），西汉宗室，胶东康王刘寄玄孙胶东恭王刘授之子。
永始三年（前14年）刘授去世，刘殷袭爵为胶东王。刘殷在位二十三年，王莽代汉，改封刘殷为扶崇公。始建国元年（9年）四月，刘殷的弟弟徐乡侯刘快举兵反王莽，攻打即墨，刘殷闭城拒绝接纳刘快，自己绑着自己住进监狱请罪。王莽称赞他忠顺，增加他的封地至万户，地方百里。刘快則兵败逃到长广（今山东省莱阳市东）被杀。